# 건초 (후진)
건초(建初)는 중국 후진(後秦) 소무제(昭武帝)의 연호이다. 386년 4월에서 394년 4월까지 9년 동안 사용하였다. 386년 4월, 요장(姚萇)은 황제에 즉위하고 개원하였다. 393년 12월에 소무제가 사망하였으나 후계자 요흥(姚興)은 전진(前秦)의 공격을 받아 황제에 즉위하지 못하여 건초 연호는 294년 4월까지 계속 사용되었다. 5월, 전진군을 물리치는 데 성공한 요흥이 황제에 즉위하면서 개원하였다.
같은 시기에 사용된 다른 연호로는 동진(東晉)에서 사용한 태원(太元 : 376년 ~ 396년), 전진(前秦)에서 사용한 태안(太安 : 385년 ~ 386년), 태초(太初 : 386년 ~ 394년), 후연(後燕)에서 사용한 건흥(建興 : 386년 ~ 396년), 서진(西秦)에서 사용한 건의(建義 : 385년 ~ 388년), 태초(太初 : 388년 ~ 400년), 후량(後凉)에서 사용한 태안(太安 : 386년 ~ 389년), 인가(麟嘉 : 389년 ~ 396년), 서연(西燕)에서 사용한 건무(建武 : 386년), 중흥(中興 : 386년 ~ 394년), 적위(翟魏)에서 사용한 건광(建光 : 388년 ~ 391년), 정정(定鼎 : 391년 ~ 392년), 북위(北魏)에서 사용한 등국(登國 : 386년 ~ 396년)이 있다.

## 연대대조표
| 건초                | 원년                            | 2년        | 3년                 | 4년                 | 5년        | 6년                 | 7년        | 8년        | 9년        |
| 서력                | 386년                           | 387년      | 388년               | 389년               | 390년      | 391년               | 392년      | 393년      | 394년      |
| 육십간지 (六十干支) | 병술(丙戌)                      | 정해(丁亥) | 무자(戊子)          | 기축(己丑)          | 경인(庚寅) | 신묘(辛卯)          | 임진(壬辰) | 계사(癸巳) | 갑오(甲午) |
| 동진 (東晉)         | 태원(太元) 11년                 | 12년       | 13년                | 14년                | 15년       | 16년                | 17년       | 18년       | 19년       |
| 전진 (前秦)         | 태안(太安) 2년 태초(太初) 원년  | 2년        | 3년                 | 4년                 | 5년        | 6년                 | 7년        | 8년        | 9년        |
| 후연 (後燕)         | 건흥(建興) 원년                 | 2년        | 3년                 | 4년                 | 5년        | 6년                 | 7년        | 8년        | 9년        |
| 서진 (西秦)         | 건의(建義) 2년                  | 3년        | 4년 태초(太初) 원년 | 2년                 | 3년        | 4년                 | 5년        | 6년        | 7년        |
| 후량 (後凉)         | 태안(太安) 원년                 | 2년        | 3년                 | 4년 인가(麟嘉) 원년 | 2년        | 3년                 | 4년        | 5년        | 6년        |
| 서연 (西燕)         | 건무(建武) 원년 중흥(中興) 원년 | 2년        | 3년                 | 4년                 | 5년        | 6년                 | 7년        | 8년        | 9년        |
| 적위 (翟魏)         | -                               | -          | 건광(建光) 원년     | 2년                 | 3년        | 4년 정정(定鼎) 원년 | 2년        | -          | -          |
| 북위 (北魏)         | 등국(登國) 원년                 | 2년        | 3년                 | 4년                 | 5년        | 6년                 | 7년        | 8년        | 9년        |

## 같이 보기
- 다른 왕조의 같은 연호
  - 후한(後漢) 건초(76년 ~ 84년)
  - 성한(成漢) 건초(303년 ~ 304년)
  - 서량(西凉) 건초(405년 ~ 417년)

- 중국의 연호

| 이전 연호 백작(白雀) | 중국의 연호 후진(後秦) | 다음 연호 황초(皇初) |